# Милнер, Питер
Питер Милнер (англ. Peter Milner, 13 июня 1919 — 2 июня 2018) — канадский нейробиолог и психофизиолог, открывший (совместно с Джеймсом Олдсом) в 1954 году  центр удовольствия в головном мозге. Муж канадского нейропсихолога Бренды Милнер.

## Биография
Питер Милнер родился в Великобритании в 1919 году в семье химика Дэвида Вильяма Милнера и бывшей школьной учительницы Эдит Энн Маршалл. Согласно семейным преданиям, одним из предков Милнеров был химик Джозеф Пристли, открывший кислород.
Ранние годы Питер провёл в маленькой деревне на юге Йоркшира недалеко от города Барнсли. Когда Питеру было пять лет, семья переехала в Барнсли. В 1941 году закончил Лидский университет со степенью бакалавра в области инженерного дела.
Во время Второй мировой войны работал инженером, занимаясь вопросами радиолокации и ядерной энергии. Осенью 1944 года приехал в Канаду для работы, связанной с атомной энергией. Однако он увлёкся изучением мозга после знакомства с идеями канадского психофизиолога Дональда Хебба из Университета Макгилла и стал его аспирантом.
В 1954 году, работая вместе с Джеймсом Олдсом, обнаружил, что электростимуляция рострального гипоталамуса у крыс (центры удовольствия) может выступать в качестве награды за поведенческие действия. Данная работа стала классической и оказала влияние на множество исследований в области нейробиологии обучения и памяти. Кроме того, эти исследования послужили важной вехой для исследований нейронных основ наркомании.
В 1956 году был назначен доцентом факультета психологии в Университета Макгилла, в этой должности он оставался на протяжении всей своей академической карьеры.
В 1970 году он опубликовал, ставший широко известным, учебник «Физиологическая психология», который стал одним из первых учебников по психофизиологии. В 1973 году этот учебник был переведён на русский язык О. С. Виноградовой под редакцией А. Р. Лурии.
В 1999 году он опубликовал монографию «Автономный мозг», в которой представил свой взгляд на то, как поведение порождается спонтанной деятельностью мозга.
Скончался 2 июня 2018 года в возрасте 98 лет.

## Награды
- Заслуженный профессор Университета Макгилла (1991)[3].
- Золотая медаль за выдающийся вклад в канадскую психологию от Канадского психологического общества[4].